# Kaapo Kakko
Kaapo Kakko (* 13. Februar 2001 in Turku) ist ein finnischer Eishockeyspieler, der seit Dezember 2024 bei den Seattle Kraken in der National Hockey League unter Vertrag steht. Der rechte Flügelstürmer wurde im NHL Entry Draft 2019 an zweiter Position von den New York Rangers ausgewählt, für die er anschließend über fünf Jahre aktiv war. Bei der Weltmeisterschaft 2019 errang er mit der finnischen Nationalmannschaft die Goldmedaille, nachdem er mit den Junioren-Auswahlen seines Heimatlandes zuvor bereits den U18- und U20-Weltmeistertitel gewonnen hatte und somit zum jüngsten Spieler überhaupt wurde, der diese drei Titel auf sich vereinen konnte.

## Karriere
Kaapo Kakko wurde in Turku geboren und spielte bereits ab seinem siebten Lebensjahr in der Nachwuchsabteilung des ortsansässigen TPS Turku. In der Folge durchlief er die Juniorenmannschaften des finnischen Traditionsvereins, bis er in der Spielzeit 2016/17 erstmals bei der U20 in der Nuorten SM-liiga eingesetzt wurde. Dort lief der Flügelstürmer ab der Saison 2017/18 regelmäßig auf, verzeichnete 55 Scorerpunkte in 38 Spielen und wurde damit zum Topscorer seiner Mannschaft. Darüber hinaus ehrte man ihn als Rookie des Jahres der Nuorten SM-liiga mit der Trophäe Yrjö Hakala -palkinto.
Parallel dazu debütierte Kakko bereits im Dezember 2017 für die Profiabteilung des TPS Turku in der Liiga und kam bis zum Saisonende auf sechs Einsätze. Mit Beginn der Spielzeit 2018/19 etablierte er sich in der höchsten finnischen Spielklasse, wo er im März 2019 sein 22. Saisontor erzielte und somit den Rekord für U18-Spieler in der Liiga brach, den zuvor Aleksander Barkov mit 21 Treffern in der Spielzeit 2012/13 aufgestellt hatte. Wenig später beendete er die Saison als bester Torschütze von TPS und platzierte sich darüber hinaus unter den zehn besten Torjägern der Liiga. Demzufolge zeichnete man ihn mit der Trophäe Jarmo Wasaman muistopalkinto als besten Rookie der Saison 2018/19 aus.
In Summe galt Kakko als herausragendes Talent im finnischen Eishockey und wurde als vielversprechendes Talent für den NHL Entry Draft 2019 gehandelt. Neben seinen allgemein überdurchschnittlichen technischen Fähigkeiten wurden dabei vor allem sein Schuss und seine für sein Alter außergewöhnliche Physis betont, die es ihm ermöglichen könnte, im Verlauf seiner Karriere auch die Centerposition zu besetzen. Die Central Scouting Services der National Hockey League (NHL) sahen ihn im Januar 2019 an Rang eins der europäischen Spieler, während er in Gesamtlisten einhellig an Position zwei hinter dem US-amerikanischen Center Jack Hughes geführt wurde. Vereinzelt wurde jedoch auch die Meinung vertreten, dass Hughes von Kakko im Laufe des Jahres überholt wurde, sodass der Finne auch als möglicher First Overall Draft Pick angesehen wurde.
Schließlich wurde er im Draft an zweiter Position hinter Hughes von den New York Rangers berücksichtigt und von ihnen im Juli 2019 mit einem Einstiegsvertrag ausgestattet. Im Rahmen der anschließenden Saisonvorbereitung erspielte sich der Angreifer einen Platz im Aufgebot der Broadway Blueshirts und debütierte somit Anfang Oktober 2019 in der NHL. Seine Rookie-Saison beendete er mit 23 Punkten 66 Partien, jedoch gelang es ihm im Laufe der folgenden Jahre nicht, die durch den Draft hohen Erwartungen zu erfüllen. Seine vorerst statistisch beste Spielzeit verzeichnete er mit 40 Punkten in der Saison 2022/23. Nach weiterhin eher unterdurchschnittlichen Leistungen wurde der Finne im Dezember 2024 an die Seattle Kraken abgegeben. Im Gegenzug erhielten die Rangers Will Borgen sowie ein Dritt- und ein Sechstrunden-Wahlrecht im NHL Entry Draft 2025.

### International
Auf internationaler Ebene bestritt Kakko bei der U18-Weltmeisterschaft 2018 sein erstes großes Turnier und gewann dort mit der finnischen Auswahl prompt die Goldmedaille. Er selbst verzeichnete dabei zehn Punkte und wurde somit gemeinsam mit Niklas Nordgren zum Topscorer seiner Mannschaft. Im Folgejahr nahm der Angreifer mit der U20-Nationalmannschaft seines Heimatlandes an der U20-Weltmeisterschaft 2019 teil und errang dabei ebenfalls den Weltmeistertitel. Im Finale erzielte er mit 17 Jahren und somit als einer der jüngsten Spieler des Turniers das spielentscheidende 3:2 gegen die USA.
Wenig später stand Kakko auch erstmals für Finnlands A-Nationalmannschaft auf dem Eis, wobei er mit ihr bei der Weltmeisterschaft 2019 abermals die Goldmedaille gewann. Mit sechs Treffern erzielte er dabei die meisten Tore seiner Mannschaft und wurde zugleich zum jüngsten Spieler, der den U18-, U20- und Herren-Weltmeistertitel erringen konnte. In dieser Beziehung übertraf er Connor McDavid, dem dies im Jahre 2016 mit 19 Jahren gelungen war.

## Erfolge und Auszeichnungen
- 2018 Yrjö Hakala -palkinto
- 2019 Jarmo Wasaman muistopalkinto

### International
- 2018 Goldmedaille bei der U18-Junioren-Weltmeisterschaft
- 2019 Goldmedaille bei der U20-Junioren-Weltmeisterschaft
- 2019 Goldmedaille bei der Weltmeisterschaft

## Karrierestatistik
Stand: Ende der Saison 2024/25

### International
Vertrat Finnland bei:
| - U18-Weltmeisterschaft 2018 - U20-Weltmeisterschaft 2019 - Weltmeisterschaft 2019 | - Weltmeisterschaft 2023 - 4 Nations Face-Off 2025 |

(Legende zur Spielerstatistik: Sp oder GP = absolvierte Spiele; T oder G = erzielte Tore; V oder A = erzielte Assists; Pkt oder Pts = erzielte Scorerpunkte; SM oder PIM = erhaltene Strafminuten; +/− = Plus/Minus-Bilanz; PP = erzielte Überzahltore; SH = erzielte Unterzahltore; GW = erzielte Siegtore; 1 Play-downs/Relegation; Kursiv: Statistik nicht vollständig)